# Réserve naturelle de Stubba
La réserve naturelle de Stubba (en suédois , en langues sames Stubbá) est une réserve naturelle située dans la commune de Gällivare, comté de Norrbotten, au nord de la Suède. Elle s'étend sur 350 km2, et est bordée par le parc national de Muddus à l'ouest et la réserve naturelle de Sjaunja à l'est. La réserve est traversée par la route européenne 45 et la voie de chemin de fer inlandsbanan.
La réserve couvre une étendue de tourbières qui avec celles de Sjaunja et de Muddus forme la plus grande zone de tourbière d'Europe de l'ouest. Le terrain est majoritairement plat avec seulement une rangée de petites montagnes aux sommets arrondis dont le point culminant est Nietsakistjåkkå à 676 m. Le parc est en grande partie couvert d'une forêt primaire de conifères, souvent alliés à des bouleaux. Tout comme la réserve de Sjaunja, reconnue site Ramsar, l'avifaune de Stubba est particulièrement riche.
La réserve fut formée en 1988 et agrandie en 1996. La même année, elle fut incorporée au site région de Laponie classé patrimoine mondial de l'Organisation des Nations unies pour l'éducation, la science et la culture. La réserve fut de nouveau agrandie en 2011.